# Atelopus lozanoi
Atelopus lozanoi é uma espécie de sapo da família Bufonidae. Ele é endêmico na Colômbia. Seu habitat natural são as pradarias em elevadas altitudes e rios. Está ameaçado pela perda do seu habitat.